# Kaufhaus-Brandstiftungen am 2. April 1968
Die Kaufhaus-Brandstiftungen am 2. April 1968 in Frankfurt am Main waren politisch motivierte Brandstiftungen, an denen die späteren Mitbegründer der linksextremistischen Rote Armee Fraktion, Andreas Baader und Gudrun Ensslin, beteiligt waren. Zusammen mit Thorwald Proll und Horst Söhnlein legten sie nachts drei Brände in zwei Kaufhäusern und wurden dafür zu jeweils drei Jahren Zuchthaus verurteilt. Menschen wurden nicht verletzt, der Schaden betrug im Kaufhaus M. Schneider 282.339 DM (heutiger Geldwert 641.273 Euro) und im Kaufhof 390.865 DM (heutiger Geldwert 887.767 Euro).

## Vorgeschichte
Nach der Erschießung Benno Ohnesorgs durch den Polizeiobermeister Karl-Heinz Kurras am 2. Juni 1967 in West-Berlin radikalisierte sich ein Teil der Studentenbewegung. Sachbeschädigung („Gewalt gegen Sachen“) wurde als legitimes Mittel des politischen Protestes diskutiert.
Am 22. Mai 1967 brannte in Brüssel das Kaufhaus À l’innovation. Zwischen 251 und 323 Menschen kamen dabei ums Leben. Dieses Ereignis inspirierte die Berliner Kommune 1 zu Flugblättern, in denen einerseits das menschliche Leid bedauert, dieses aber auch mit dem Leid der im Vietnamkrieg mit Napalm bombardierten Menschen verglichen wird.
Flugblatt Nr. 7 „Warum brennst du, Konsument?
[…] Ein brennendes Kaufhaus mit brennenden Menschen vermittelte zum erstenmal in einer europäischen Großstadt jenes knisternde Vietnam-Gefühl (dabei zu sein und mitzubrennen), das wir in Berlin bislang noch missen müssen. […] So sehr wir den Schmerz der Hinterbliebenen in Brüssel mitempfinden: wir, die wir dem Neuen aufgeschlossen sind, können, solange das rechte Maß nicht überschritten wird, dem Kühnen und dem Unkonventionellen, das, bei aller menschlicher Tragik, im Brüsseler Kaufhausbrand steckt, unsere Bewunderung nicht versagen. […]
Kommune I (24.5.1967)“
Ein zweites Flugblatt mit demselben Datum wurde noch direkter. Die bisher durch Eierwürfe und Pudding-Attentate bekannten Ersteller der Flugblätter deuteten beispielsweise an, die Bevölkerung könne auch ins Kaufhaus gehen und sich in der Ankleidekabine diskret eine Zigarette anzünden.
Flugblatt Nr. 8 „Wann brennen die Berliner Kaufhäuser?
[…] Wenn es irgendwo brennt in der nächsten Zeit, wenn irgendwo eine Kaserne in die Luft geht, wenn irgendwo in einem Stadion die Tribüne einstürzt, seid bitte nicht überrascht. Genauso wenig wie beim Überschreiten der Demarkationslinie durch die Amis, der Bombardierung des Stadtzentrums von Hanoi, dem Einmarsch der Marines nach China. Brüssel hat uns die einzige Antwort darauf gegeben: Burn, warehouse, burn!
Kommune I (24.5.67)“
Wegen der Flugblätter wurden die Kommunarden Rainer Langhans und Fritz Teufel im so genannten „Brandstifter-Prozess“ angeklagt, aber freigesprochen.

## Die Brandstiftung
Andreas Baader und Gudrun Ensslin hatten sich Ende Juli 1967 im Umfeld der außerparlamentarischen Opposition in Berlin kennengelernt. Am 7. August 1967 verübten sie gemeinsam einen symbolischen Rauchbombenanschlag auf die Berliner Kaiser-Wilhelm-Gedächtniskirche.
Baader, Ensslin und Proll holten Söhnlein am 1. April 1968 in München ab und trafen am 2. April frühmorgens in Frankfurt am Main ein. Den ganzen Tag über kundschafteten sie Kaufhäuser aus. Kurz vor dem Schließen der Häuser M. Schneider und Kaufhof an der Zeil legten sie dort selbstgebaute Brandsätze mit Zeitzündern, die kurz vor Mitternacht auslösten. Im Kaufhof brannte ein Teil der Sportartikel- und Spielwarenabteilung, bei Schneider im ersten Stock die Wand einer Umkleidekabine und im dritten Stock ein Schrank. Der Schaden durch die Brandsätze war vergleichsweise gering, löste aber die Sprinkleranlagen aus. Kurz vor dem Auslösen der Brandsätze hatte eine Frau im Frankfurter Büro der Deutschen Presse-Agentur angerufen und mitgeteilt:
„Gleich brennt’s bei Schneider und im Kaufhof. Es ist ein politischer Akt.“

## Der Prozess
Die Frankfurter Kriminalpolizei ermittelte schnell, dass Brandstiftung vorlag, denn es wurden an allen drei Brandherden Plastikflaschen und Reisewecker gefunden, deren Zustand keinen Zweifel an der Ursache des Feuers ließ. Bereits am 3. April 1968 entschlossen sich die Geschäftsleitungen der Kaufhäuser, eine hohe Belohnung auszusetzen. Schon am Morgen des 4. April 1968 ging bei der Frankfurter Kriminalpolizei ein konkreter Hinweis ein, der zur Verhaftung der vier Brandstifter in Frankfurt-Bockenheim führte.
Der Prozess begann am 14. Oktober 1968 vor dem Landgericht Frankfurt am Main und verlief turbulent. Die Angeklagten, die durch die Wahlverteidiger Otto Schily, Horst Mahler, Klaus Eschen und Ernst Heinitz verteidigt wurden, verhielten sich zunächst auffällig gut gelaunt und verhöhnten Richter und Staatsanwalt. Besonders bekannt wurde ein Foto, das die vier Angeklagten teilweise mit Zigarre im Mund auf der Anklagebank zeigt.
Am 29. Oktober 1968 forderte der Frankfurter Erste Staatsanwalt Walter Griebel jeweils sechs Jahre Zuchthausstrafe für die Angeklagten. Der Spielraum reichte von einfacher Sachbeschädigung bis zu besonders schwerer Brandstiftung. Der Staatsanwalt verwies auf die anwesenden Nachtwächter und bestand darauf, dass Menschenleben gefährdet gewesen seien; die ganze Frankfurter Innenstadt habe abbrennen können.
Dem folgte die Große Strafkammer unter dem Vorsitz des Landgerichtsdirektors Gerhard Zoebe mit ihrem Urteil vom 31. Oktober 1968 nur zum Teil und verhängte wegen versuchter menschengefährdender Brandstiftung (§ 306 StGB) Strafen von jeweils drei Jahren Zuchthaus. Die Angeklagten zeigten sich uneinsichtig und empfanden das Urteil als staatliche Willkür, obwohl der vorsitzende Richter ihnen in der Urteilsbegründung „eine gewisse politische Motivation“ zugestand. Die Auslegung des „politischen Happenings“ als simple Kriminalität war für sie besonders enttäuschend. Schon als Gudrun Ensslin nach einem Schlusswort gefragt worden war, hatte sie geantwortet: „Nein. Ich will Ihnen nicht die Gelegenheit geben, den Eindruck zu erwecken, als hörten Sie mir zu.“

### Kommentare zum Prozess
„Es ist in der Ordnung, daß sich die Ordnung gegen die Unordnung verteidigt, daß sich die herrschende Ordnung gegen den Versuch verteidigt, sie abzuschaffen; wer die herrschende Ordnung stört, muss damit rechnen, daß sie zuschlägt, wenn sie kann. Darum war es sinnlos, am 2. April 1968 eine fremde eigene Sache anzuzünden; nichts anderes konnte damit demonstriert werden. […] Es gibt Gesetze, deren Übertretung weniger gefährlich und doch politisch wirksamer ist.“ Uwe Nettelbeck, in: Die Zeit, 8. November 1968.
„So bleibt, daß das, worum in Frankfurt prozessiert wird, eine Sache ist, für die Nachahmung – abgesehen noch von der ungeheuren Gefährdung für die Täter, wegen der Drohung schwerer Strafen – nicht empfohlen werden kann. Es bleibt aber auch, was Fritz Teufel auf der Delegiertenkonferenz des SDS gesagt hat: ‚Es ist immer noch besser, ein Warenhaus anzuzünden, als ein Warenhaus zu betreiben.‘ Fritz Teufel kann manchmal wirklich sehr gut formulieren.“ Ulrike Meinhof in: konkret 14/1968.

### Erfolglose Revision gegen die Urteile und Flucht
Die Rechtsanwälte der Angeklagten legten Revision ein. Am 13. Juni 1969 – also etwa 14 Monate nach der Verhaftung – wurde der weitere Vollzug der Untersuchungshaftbefehle unter Auflagen ausgesetzt. Am 10. November 1969 wurden die Revisionen verworfen. Andreas Baader, Gudrun Ensslin und Thorwald Proll tauchten unter und flohen zunächst nach Paris. Nur Horst Söhnlein trat seine Haftstrafe an. Thorwald Proll trennte sich im Dezember 1969 in Paris von Ensslin und Baader und stellte sich am 21. November 1970 bei der Staatsanwaltschaft Berlin-Moabit. Im Oktober 1971 wurde er vorzeitig aus der Haft entlassen. Andreas Baader und Gudrun Ensslin kehrten im Februar 1970 nach Berlin zurück. Dort wurde Andreas Baader auf den Hinweis eines V-Manns am 4. April 1970 festgenommen, jedoch bereits am 14. Mai 1970 bei einer Ausführung aus der Justizvollzugsanstalt Tegel von Ulrike Meinhof und anderen mit Waffengewalt wieder befreit (Baader-Befreiung). Diese Aktion gilt als Geburtsstunde der Rote Armee Fraktion (RAF).

## Film
Die Brandanschläge waren Anlass für den 1969 vom WDR produzierten TV-Film Brandstifter von Klaus Lemke (Drehbuch und Regie) mit Margarethe von Trotta und Iris Berben.
Auch in den Filmen Der Baader Meinhof Komplex und Wer wenn nicht wir werden die Kaufhausbrände gezeigt.